# Kristen Nuss
Kristen Nuss (New Orleans, 16 december 1997) is een Amerikaans beachvolleyballer.

## Carrière

### Universiteit
Tijdens haar studie aan Louisiana State University beachvolleybalde Nuss vier jaar aan de zijde van Claire Coppola. Ze behaalden in die periode meer dan honderd overwinningen in de NCAA-kampioenschappen. In 2018 eindigde het duo als vijfde bij de wereldstudentenkampioenschappen in München. In 2021 won Nuss met Taryn Brasher nog eens 36 wedstrijden in het NCAA-kampioenschap, waarmee ze tot een totaal van 139 overwinningen in de Amerikaanse universiteitscompetitie kwam.

### Professioneel
Nuss debuteerde in 2017 met Megan Davenport in de AVP Tour bij het toernooi van New York. In de twee jaar die daarop volgden, speelde ze vier wedstrijden in de Amerikaanse competitie waarbij ze niet verder kwam dan een zevende plaats in Hermosa Beach. In 2021 won ze met Brasher het toernooi van Atlanta en eindigde ze als derde in Chicago. Een jaar later namen ze deel aan zeven AVP-toernooien en boekten ze drie overwinningen (Austin, Chicago en Phoenix) en een tweede plaats in New Orleans. Bovendien maakten Nuss en Brasher in 2022 hun internationale debuut in de Beach Pro Tour. Het duo won in maart het Future-toernooi van Coolangatta, eindigde in april als negende bij het Challenge-toernooi van Itapema en won in mei het Challenge-toernooi van Kuşadası. Vervolgens bereikten ze bij elk van de vijf Elite16-toernooien waar ze aan deelnamen de kwartfinale; in Torquay bereikten ze de halve finale die verloren werd van hun landgenoten Sara Hughes en Kelly Cheng. Nuss en Brasher sloten het internationale seizoen af met een vijfde plaats bij de Finals in Doha.
Het daaropvolgende seizoen kwamen ze bij tien Elite16-toernooien tot twee overwinningen (La Paz en Uberlândia), twee tweede plaatsen (Hamburg en Parijs), een derde plaats (Gstaad), een vierde plaats (João Pessoa) en drie vijfde plaatsen (Doha, Ostrava en Montreal). In oktober namen ze in Tlaxcala voor het eerst deel aan de wereldkampioenschappen. Nuss en Brasher bereikten de halve finale die verloren werd van Hughes en Cheng. In de troostfinale wonnen ze de bronzen medaille door het Australische duo Mariafe Artacho del Solar en Taliqua Clancy in drie sets te verslaan. In december wonnen ze goud bij de Beach Pro Tour Final in Doha ten koste van het Duitse duo Svenja Müller en Cinja Tillmann. In de AVP Tour kwamen ze in actie op vier toernooien waarbij ze twee overwinningen (Atlanta en Chicago) en twee derde plaatsen (New Orleans en Huntington Beach) behaalden. In 2024 speelde het duo drie wedstrijden in de Amerikaanse competitie met een overwinning in Manhattan Beach en tweede plaatsen in Huntington Beach en Chicago als resultaat. In de Beach Pro Tour namen Nuss en Brasher deel aan vijf Elite16-toernooien. Ze wonnen de toernooien van Espinho en Gstaad en eindigden als tweede in Brasilia. Het duo plaatste zich als tweede op de olympische ranglijst voor de Olympische Spelen in Parijs. Bij hun olympisch debuut werden ze in de achtste finale uitgeschakeld door het Canadese tweetal Melissa Humana-Paredes en Brandie Wilkerson. Nuss en Brasher sloten het jaar af met de overwinning bij de seizoensfinale in Doha tegen hun landgenoten Terese Cannon en Megan Kraft.
Nuss en Brasher begonnen het seizoen daarop met drie podiumplaatsen in de mondiale competitie. In Quintana Roo wonnen ze brons, in Saquarema zilver en in Brasilia goud.

## Palmares
Kampioenschappen
- 2023:  WK
- 2024: 9e OS

Beach Pro Tour
- 2022:  Coolangatta Future
- 2022:  Kuşadası Challenge
- 2023:  La Paz Challenge
- 2023:  Elite16 Uberlândia
- 2023:  Elite16 Gstaad
- 2023:  Elite16 Hamburg
- 2023:  Elite16 Parijs
- 2023:  Beach Pro Tour Final Doha
- 2024:  Elite16 Brasilia
- 2024:  Elite16 Espinho
- 2024:  Elite16 Gstaad
- 2024:  Beach Pro Tour Final Doha
- 2025:  Elite16 Quintana Roo
- 2025:  Elite16 Saquarema
- 2025:  Elite16 Brasilia